# Ahmet Öcal
Ahmet Alper Öcal (Maaseik, 17 december 1979) is een Turks-Belgisch oud-voetballer. Hij speelde voor verschillende clubs in België en Turkije. Hij begon op jonge leeftijd te voetballen bij lokale voetbalclub Patro Eisden. Hier werd hij vaste waarde in het 1ste elftal en vertrok in 2003 om te gaan voetballen voor Diyarbakirspor. In Turkije heeft hij nooit echt kunnen wennen. In 2005 tekent hij bij KVSK United na een passage bij RFC de Liege (2008) eindigt hij zijn carrière in 2010 waar het voor hem allemaal begon Patro Eisden.
Ahmet is de oudere broer van voetballer Abdülkerim Öcal die ook uitkwam voor Patro Eisden en ook een verdediger is.
Hij is nu samen met zijn broers uitbater van een kruidenierszaak en kebapzaak in Maasmechelen.